# Oyonnax (travhäst)
Oyonnax, född 5 april 2002 i Frankrike, är en fransk varmblodig travhäst. Han tränades av Vincent Brazon.
Oyonnax tävlade åren 2005–2012 och sprang in 18,5 miljoner kronor på 129 starter varav 15 segrar. Bland hans främsta meriter räknas segrarna i Prix d'Amérique (2010), Prix des Ducs de Normandie (2010) och andraplatserna i Prix du Bourbonnais (2009), Prix de Paris (2011).
När han vann Prix d'Amérique på Vincennesbanan i Paris den 31 januari 2010 gjorde han detta till vinnaroddset 172.0, vilket gör honom till den största skrällen i loppets historia. Han kom även på fjärdeplats i 2011 års upplaga.
Han deltog i upplagorna 2010 och 2012 av Elitloppet på Solvalla. Han tog sin bästa placering i 2012 års upplaga då han kom på tredjeplats i försöket och därmed gick vidare till final. I finalen slutade han oplacerad.